# Kangcuo
Kangcuo (kinesiska: 康厝) är en socken i sydöstra Kina. Den ligger i Fu'an i staden Ningde i provinsen Fujian, omkring 110 kilometer norr om provinshuvudstaden Fuzhou. Antalet invånare är 19 536. Befolkningen består av 8 923 kvinnor och 10 613 män. Barn under 15 år utgör 15,0 %, vuxna 15-64 år 74 %, och äldre över 65 år 9,0 %. Kangcuo är en etnisk minoritetssocken för shefolket.